# Chalara
Chalara is een geslacht van schimmels behorend tot de familie Pezizellaceae.  

## Soorten
Volgens Index Fungorum telt het geslacht 98 soorten (peildatum oktober 2023):
| Soortnaam                  | Auteur(s)                                  | Publicatiejaar |
| -------------------------- | ------------------------------------------ | -------------- |
| Chalara acuaria            | Cooke & Ellis                              | 1878           |
| Chalara affinis            | Sacc. & Berl.                              | 1885           |
| Chalara agathidis          | Nag Raj & W.B. Kendr.                      | 1975           |
| Chalara alabamensis        | Morgan-Jones & E.G. Ingram                 | 1976           |
| Chalara alnicola           | Shabunin                                   | 2007           |
| Chalara angionacea         | Nag Raj & W.B. Kendr.                      | 1975           |
| Chalara angustata          | T. Kowalski & Halmschl.                    | 1996           |
| Chalara antarctica         | Cabello                                    | 1989           |
| Chalara aotearoa           | Nag Raj & S. Hughes                        | 1974           |
| Chalara aurea              | (Corda) S. Hughes                          | 1958           |
| Chalara austriaca          | (Fautrey & Lambotte) Nag Raj & W.B. Kendr. | 1975           |
| Chalara bicolor            | S. Hughes                                  | 1974           |
| Chalara bohemica           | Nag Raj & W.B. Kendr.                      | 1975           |
| Chalara brefeldii          | Lindau                                     | 1906           |
| Chalara brevicaulis        | Aramb. & Gamundí                           | 1981           |
| Chalara breviclavata       | Nag Raj & W.B. Kendr.                      | 1975           |
| Chalara brevipes           | Nag Raj & W.B. Kendr.                      | 1975           |
| Chalara brevispora         | Nag Raj & W.B. Kendr.                      | 1975           |
| Chalara brunnipes          | Nag Raj & W.B. Kendr.                      | 1975           |
| Chalara caribensis         | Hol.-Jech.                                 | 1982           |
| Chalara cibotii            | (Plunkett) Nag Raj & W.B. Kendr.           | 1975           |
| Chalara clidemiae          | Crous & M.J. Wingf.                        | 2016           |
| Chalara constricta         | Nag Raj & W.B. Kendr.                      | 1976           |
| Chalara crassipes          | (Preuss) Sacc.                             | 1886           |
| Chalara curvata            | Nag Raj & W.B. Kendr.                      | 1975           |
| Chalara cylindrica         | P. Karst.                                  | 1887           |
| Chalara cylindrosperma     | (Corda) S. Hughes                          | 1958           |
| Chalara dennisii           | P.M. Kirk                                  | 1986           |
| Chalara dictyoseptata      | Nag Raj & S. Hughes                        | 1974           |
| Chalara distans            | McKenzie                                   | 1993           |
| Chalara dracophylli        | McKenzie                                   | 1997           |
| Chalara dualis             | Aramb. & Gamundí                           | 1981           |
| Chalara ellisii            | Nag Raj & W.B. Kendr.                      | 1975           |
| Chalara emodensis          | Nag Raj & W.B. Kendr.                      | 1975           |
| Chalara eucalypticola      | Crous                                      | 2019           |
| Chalara fungorum           | (Sacc.) Sacc.                              | 1877           |
| Chalara fusidioides        | (Corda) Rabenh.                            | 1844           |
| Chalara germanica          | Nag Raj & W.B. Kendr.                      | 1971           |
| Chalara gracilis           | Nag Raj & W.B. Kendr.                      | 1975           |
| Chalara graminicola        | McKenzie                                   | 1982           |
| Chalara grandispora        | Matsush.                                   | 1993           |
| Chalara heteroderae        | Carris & Glawe                             | 1984           |
| Chalara heterospora        | Sacc.                                      | 1877           |
| Chalara holubovae          | Koukol                                     | 2011           |
| Chalara hughesii           | Nag Raj & W.B. Kendr.                      | 1974           |
| Chalara hyalina            | Morgan-Jones & Gintis                      | 1984           |
| Chalara hyalocuspica       | Koukol                                     | 2011           |
| Chalara inaequalis         | Nag Raj & W.B. Kendr.                      | 1975           |
| Chalara indica             | J. Pratibha, K.D. Hyde & Bhat              | 2005           |
| Chalara inflatipes         | (Preuss) Sacc.                             | 1886           |
| Chalara insignis           | (Sacc., M. Rousseau & E. Bommer) S. Hughes | 1953           |
| Chalara intermedia         | W.P. Wu                                    | 2004           |
| Chalara kendrickii         | Nag Raj                                    | 1975           |
| Chalara kobensis           | McKenzie                                   | 2002           |
| Chalara lichenicola        | M.S. Christ.                               | 1993           |
| Chalara lobariae           | Etayo                                      | 1996           |
| Chalara longipes           | (Preuss) Cooke                             | 1881           |
| Chalara magnispora         | Matsush.                                   | 1993           |
| Chalara matsushimae        | McKenzie                                   | 2002           |
| Chalara microspora         | (Corda) S. Hughes                          | 1958           |
| Chalara minima             | Höhn.                                      | 1905           |
| Chalara myrsines           | Gadgil & M.A. Dick                         | 1999           |
| Chalara neglecta           | Hol.-Jech.                                 | 1984           |
| Chalara nigricollis        | Nag Raj & W.B. Kendr.                      | 1975           |
| Chalara nothofagi          | Nag Raj & W.B. Kendr.                      | 1975           |
| Chalara novae-zelandiae    | Nag Raj & W.B. Kendr.                      | 1975           |
| Chalara panamensis         | Koukol, T.A. Hofm. & M. Piepenbr.          | 2016           |
| Chalara paramontellica     | McKenzie                                   | 2002           |
| Chalara parvispora         | Nag Raj & S. Hughes                        | 1974           |
| Chalara phaeospora         | P.M. Kirk                                  | 1985           |
| Chalara piceae-abietis     | Hol.-Jech.                                 | 1984           |
| Chalara prolifera          | Nag Raj & W.B. Kendr.                      | 1975           |
| Chalara pseudoaffinis      | Koukol                                     | 2011           |
| Chalara pseudocyphellariae | Etayo                                      | 2008           |
| Chalara pteridina          | Syd. & P. Syd.                             | 1912           |
| Chalara pulchra            | Nag Raj & S. Hughes                        | 1974           |
| Chalara ramalinae          | Etayo                                      | 2020           |
| Chalara recta              | Koukol                                     | 2011           |
| Chalara rhynchophialis     | Nag Raj & W.B. Kendr.                      | 1975           |
| Chalara rostrata           | Nag Raj & W.B. Kendr.                      | 1975           |
| Chalara scabrida           | Nag Raj & W.B. Kendr.                      | 1975           |
| Chalara schoenoplecti      | M.K.M. Wong                                | 2002           |
| Chalara selaginellae       | M.L. Farr                                  | 1968           |
| Chalara sessilis           | Nag Raj & W.B. Kendr.                      | 1975           |
| Chalara siamensis          | Pinnoi                                     | 2002           |
| Chalara sibika             | Subram. & Sudha                            | 1987           |
| Chalara sinensis           | W.P. Wu                                    | 2004           |
| Chalara spiralis           | Nag Raj & W.B. Kendr.                      | 1975           |
| Chalara stipitata          | Nag Raj & W.B. Kendr.                      | 1975           |
| Chalara terrestris         | Agnihothr. & K.C. Barua                    | 1962           |
| Chalara transkeiensis      | Morgan-Jones, J.B. Sinclair & Eicker       | 1992           |
| Chalara tubifera           | Nag Raj & W.B. Kendr.                      | 1975           |
| Chalara ungeri             | Sacc.                                      | 1886           |
| Chalara unicolor           | S. Hughes & Nag Raj                        | 1974           |
| Chalara urceolata          | Nag Raj & W.B. Kendr.                      | 1974           |
| Chalara vaccinii           | Carris                                     | 1989           |
| Chalara verruculosa        | B. Sutton                                  | 1993           |
| Chalara yunnanensis        | W.P. Wu                                    | 2004           |